# Aston Martin Valkyrie
La Aston Martin Valkyrie, chiamata anche con i nomi in codice di AM-RB 001 (acronimo di Aston Martin e Red Bull) e Project Nebula, è un'autovettura sportiva ad alimentazione ibrida realizzata dalla casa automobilistica inglese Aston Martin in collaborazione con la scuderia di F1 Red Bull Racing.
La produzione, prevista in 150 unità stradali più altre 25 in versione da pista, è iniziata a fine 2021.

## Nome
Il nome Valkyrie si rifà alla omonima figura mitologica norvegese. Il nome inoltre è stato scelto per continuare la tradizione della Aston Martin di chiamare le sue vetture con nomi che hanno come lettera iniziale la "V".

## Stile
Il design nasce dalla cooperazione tra il designer della Aston Martin Marek Reichman e Adrian Newey, direttore tecnico del team Red Bull di Formula 1.
L'esterno della vettura è estremamente aerodinamico, i flussi d’aria vengono convogliati in due grossi condotti sul fondo della vettura e fatti defluire dalle fiancate e dal generoso estrattore posteriore, creando una forza che la schiaccia a terra per merito dell’effetto Venturi.
L’aspetto dominante nella progettazione della Valkyrie è la ricerca della massima leggerezza, è stata infatti spogliata di tutti gli elementi non essenziali. Il telaio è una monoscocca in fibra di carbonio. I fari sono più leggeri del 30-40% rispetto a quelli tradizionali grazie alla loro costruzione in alluminio, la terza luce di stop è la più piccola esistente al mondo. Il logo Aston Martin, posizionato sul cofano anteriore, è stato inciso direttamente da una lamina di alluminio dello spessore di 70 micron, circa il 30% più sottile di un capello umano.

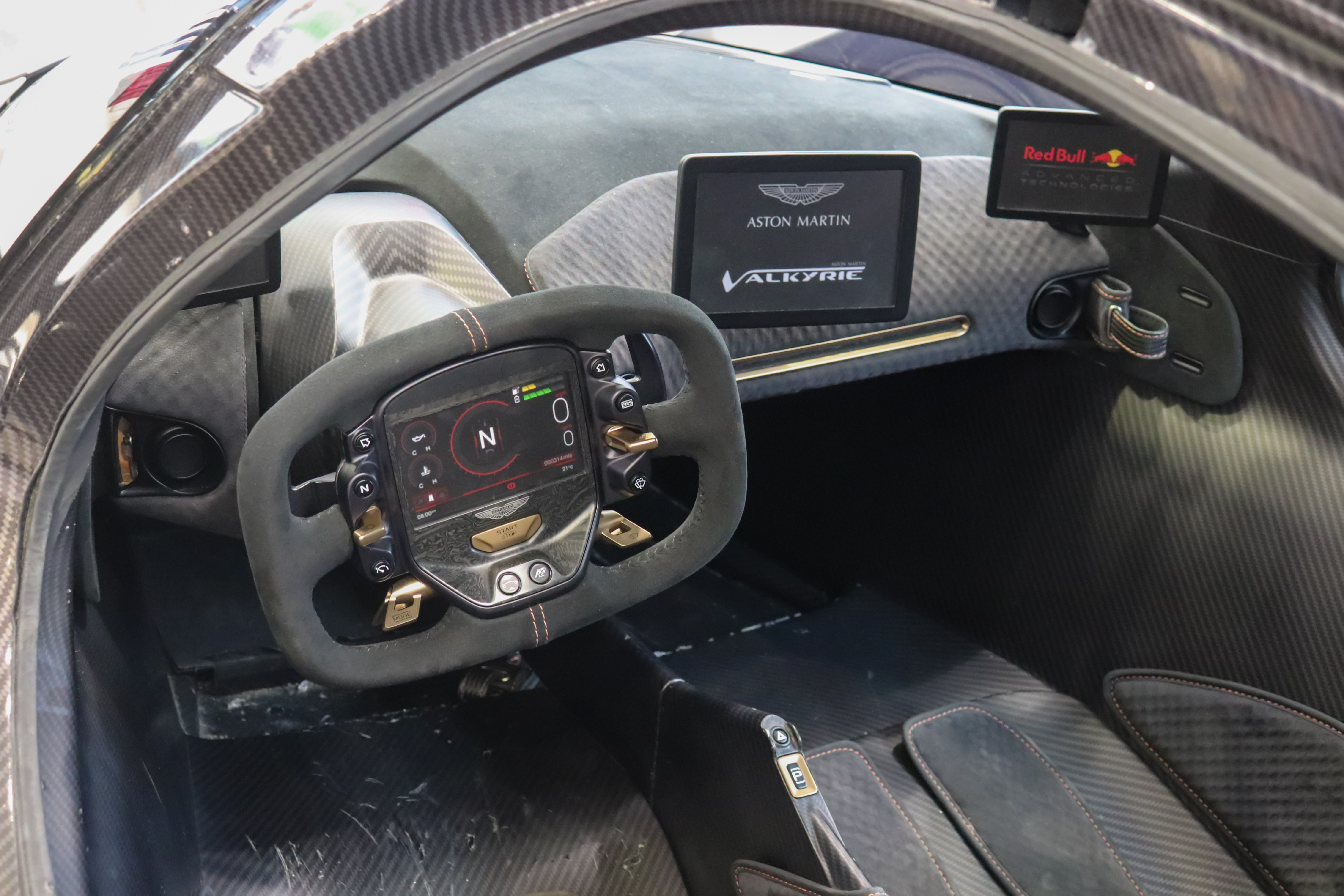
Il cruscotto

Per massimizzare lo spazio interno, i sedili sono montati direttamente al telaio e gli occupanti devono adottare una posizione che ricorda quella dei piloti di Formula 1. Vengono fornite di serie le cinture a quattro punti, mentre sono disponibili come optional quelle a sei, per coloro che intendono sfruttare la Valkyrie prevalentemente in pista. Tutti i comandi sono posizionati su un volante sganciabile multifunzione e i parametri sono visibili su un unico schermo OLED collocato al centro del volante stesso. Per evitare disturbi aerodinamici gli specchietti retrovisori tradizionali sono stati sostituiti da telecamere, montate sui fianchi dell'auto, le cui immagini sono visibili da due display posizionati su ciascun lato del cruscotto.

## Caratteristiche tecniche
La Valkyrie monta un motore V12 aspirato da 6,5 litri costruito su misura dalla Cosworth, che sviluppa 1000 CV, accoppiato a un motore elettrico della Rimac che funge da KERS e le permette di raggiungere una potenza complessiva di 1 160 CV. Inizialmente il prototipo, con un peso totale di poco più di 1000 kg, superava il rapporto peso/potenza di 1:1. Ma la versione definitiva per uso stradale, a causa delle normative di omologazione e della riduzione dei costi, ha subìto un incremento di peso di più di 100 kg.
Il sistema ibrido della Valkyrie include un pacco batteria leggero sviluppato in collaborazione con Rimac, progettato per migliorare le prestazioni mantenendo una distribuzione del peso equilibrata.
Secondo quanto dichiarato dalla casa dovrebbe essere in grado di scattare da 0 a 320 km/h in soli 10 secondi.
La potenza erogata dal motore passa per una trasmissione a 7 rapporti con palette al volante costruita dalla Ricardo. Gli scarichi sono posizionati vicino al motore, in modo simile a quelli delle auto da F1 o della Porsche 918. La centralina elettronica, il sistema di controllo della trazione e l’ESP sono di origine Bosch, mentre freni e pinze sono forniti dalla Alcon e dalla Surface Transforms. I fari anteriori e posteriori sono costruiti dalla Wipac. In tutta la vettura non esiste un singolo componente in acciaio, la monoscocca in carbonio è prodotta dalla Multimatic. Gli pneumatici sono dei Michelin Sport Cup 2 ad alte prestazioni, nello specifico con misura 265/35-ZR20 all'anteriore e 325/30-ZR21 per il posteriore. I cerchi sono costruiti in lega leggera e hanno un singolo dado di bloccaggio per ridurre ulteriormente il peso.

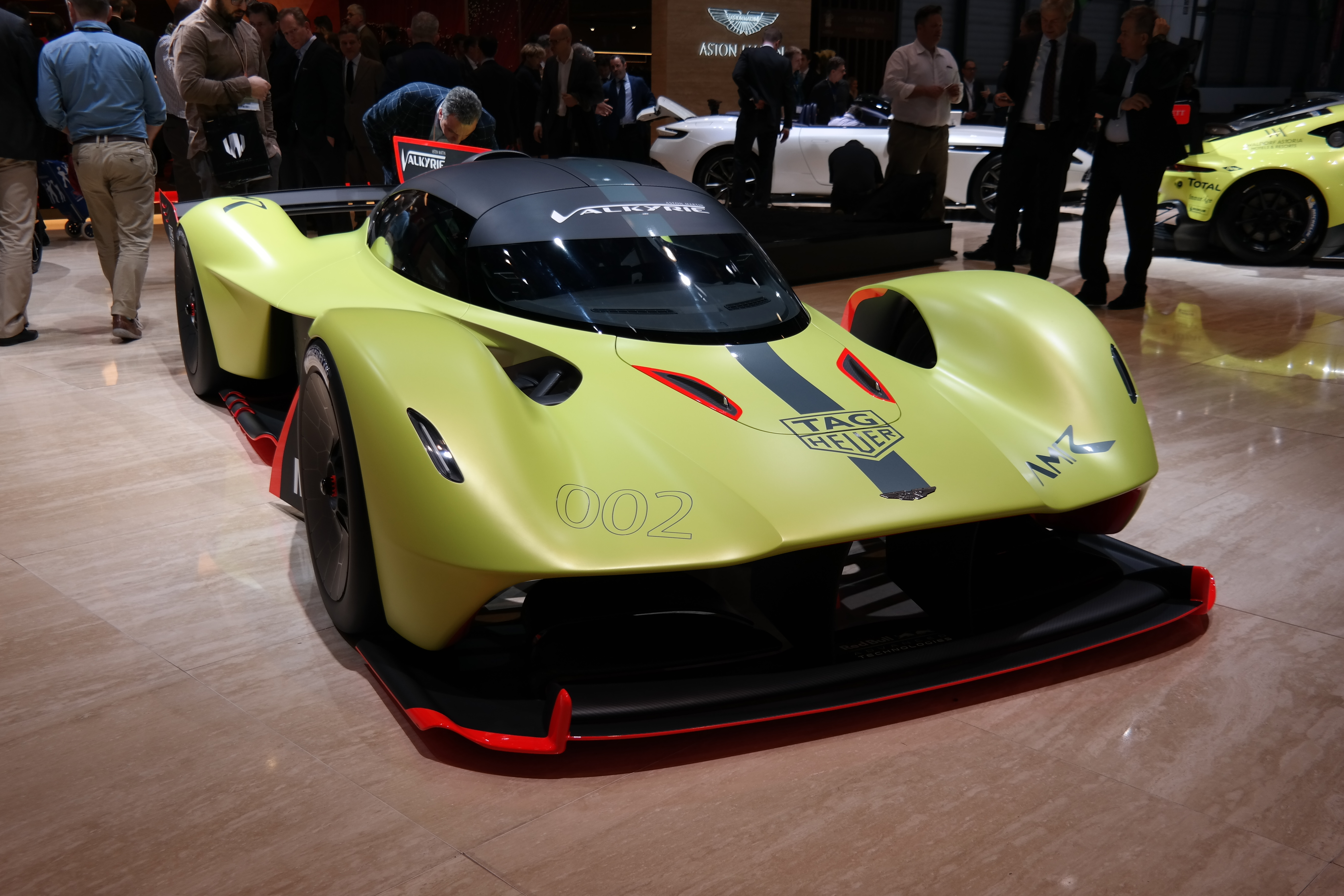
Prototipo della Valkyrie AMR Pro

## Valkyrie AMR Pro
La versione da pista della Valkyrie, denominata Valkyrie AMR Pro e svelata al salone di Ginevra 2018, costruita nel 2020 in soli 25 esemplari (tutti già venduti), sfruttando lo stesso motore V12 aspirato da 6,5 litri. 

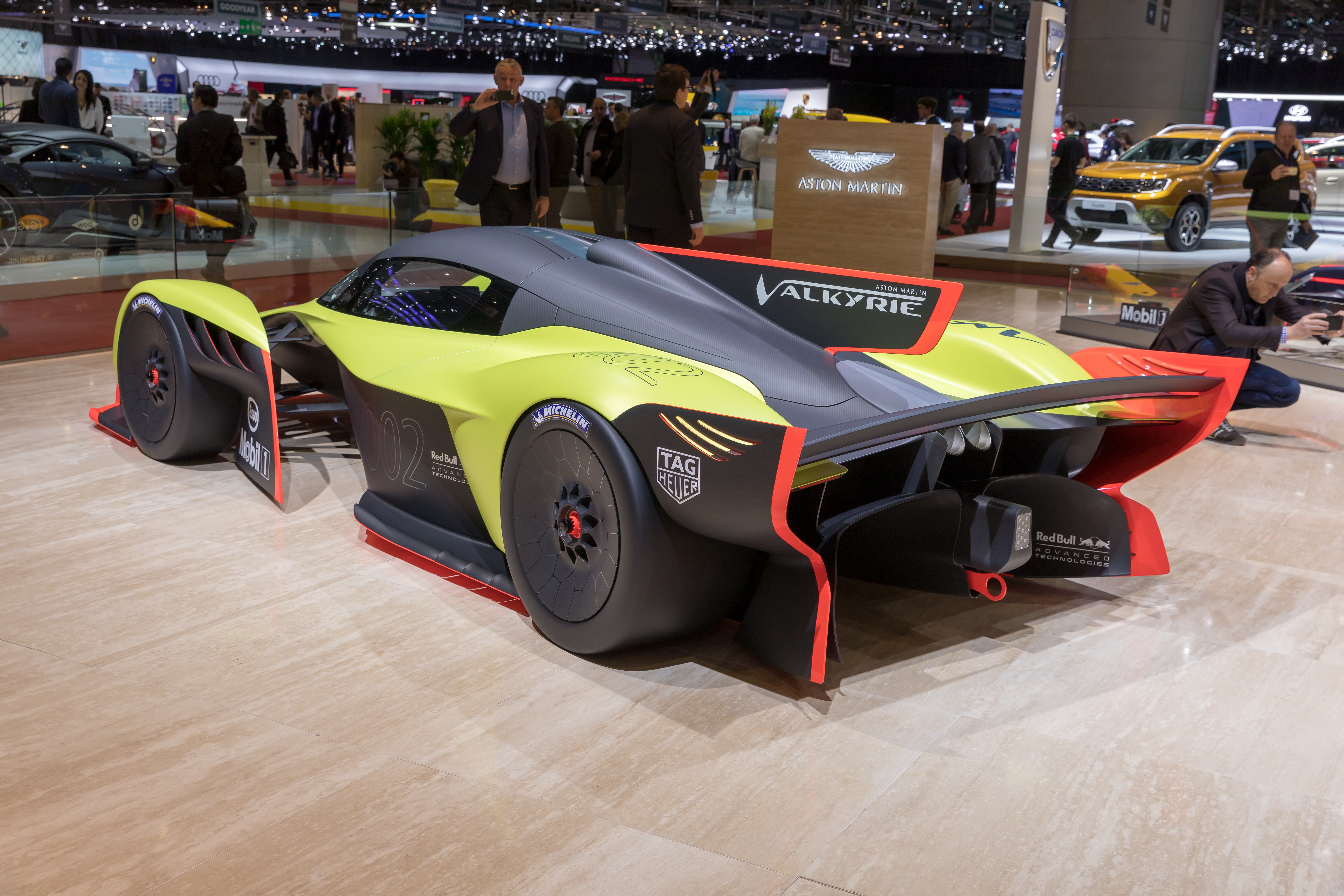
Vista posteriore

Una taratura più permissiva dei sistemi di controllo delle emissioni e una riprogrammazione software del sistema Rimac per il recupero dell’energia permetteranno di ottenere più potenza rispetto alla versione stradale.

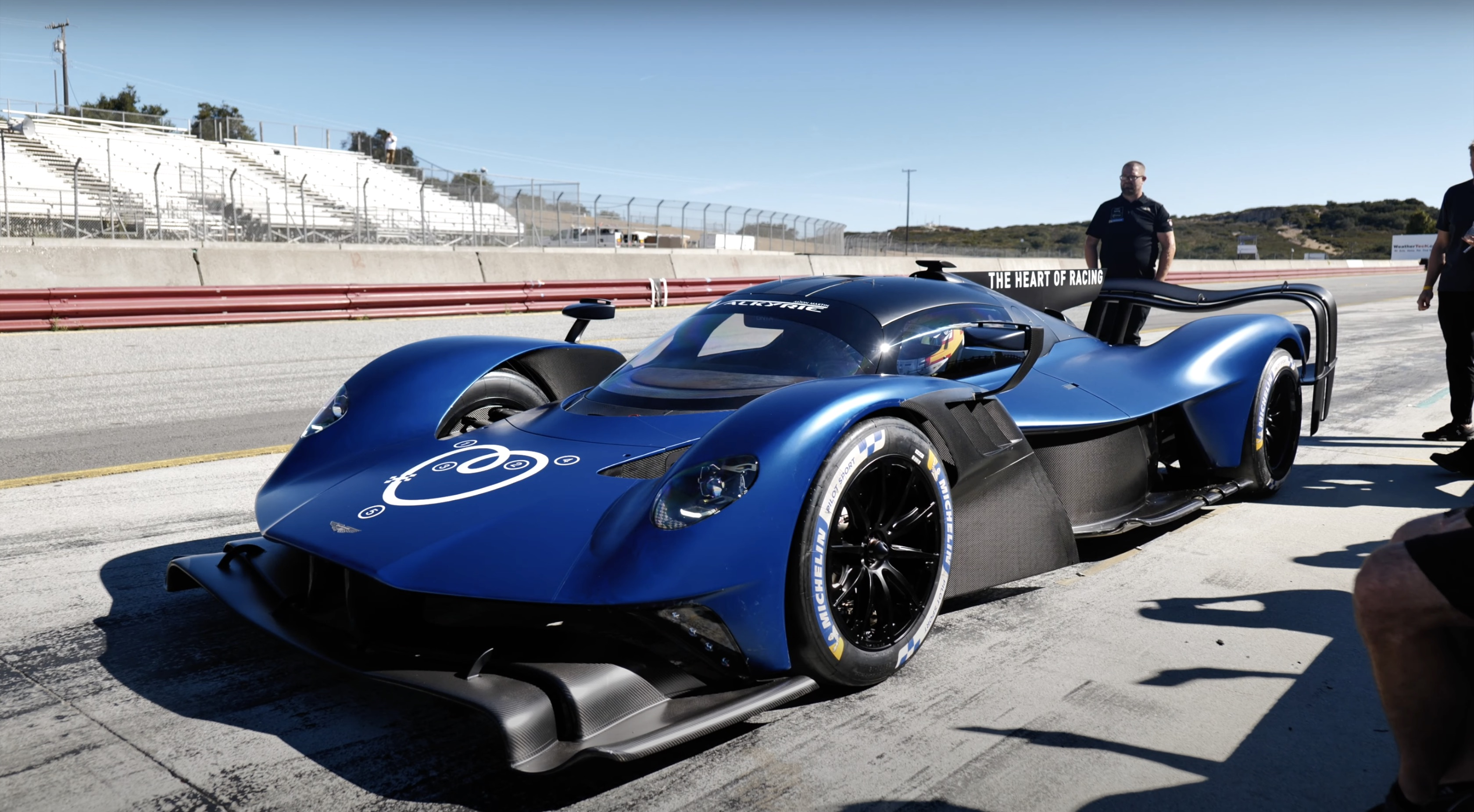
Valkyrie AMR Pro

I cerchi saranno da 18 pollici sia all'anteriore, sia al posteriore, così da poter montare pneumatici slick Michelin con le stesse specifiche del WEC oltre a freni carboceramici ispirati alla F1. Per quanto riguarda gli interni, il sistema di climatizzazione dell’aria e lo schermo dell'infotainment lasceranno il posto ad accessori da corsa e verranno adottati finestrini e parabrezza in policarbonato. Quest’auto sarà capace di produrre un’accelerazione laterale pari a 3,3 G e decelerazioni in frenata nell'ordine dei 3,5 G, mentre la velocità massima dovrebbe sfiorare i 400 km/h.
L'AMR Pro avrà un design più aggressivo, con uno splitter anteriore allargato e abbassato, una pinna in stile LMP1 e un alettone posteriore maggiorato che lavorerà insieme a un estrattore riprogettato per garantire un carico aerodinamico superiore.